# Сеньория де Ледесма

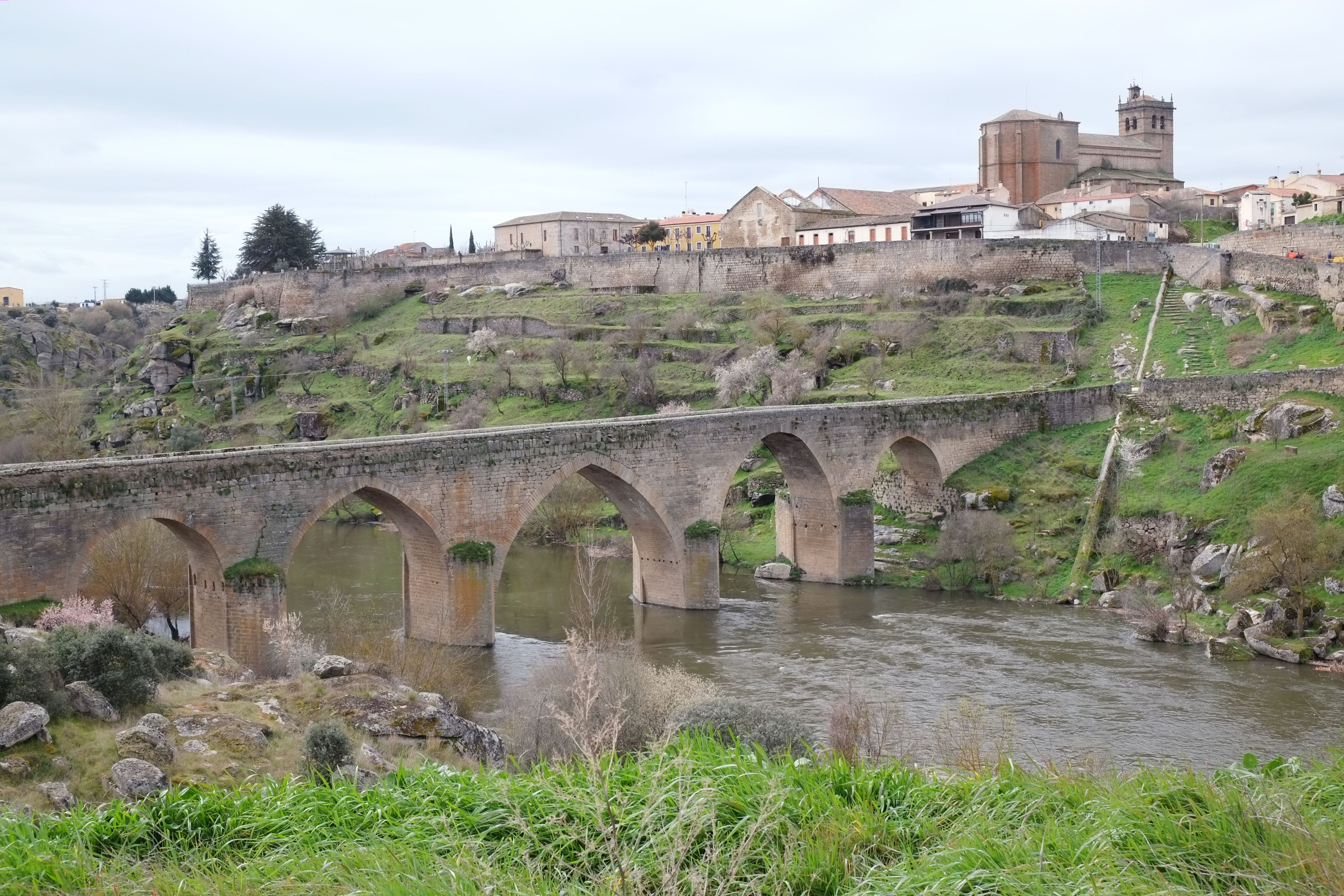
Вид муниципалитета Ледесма.

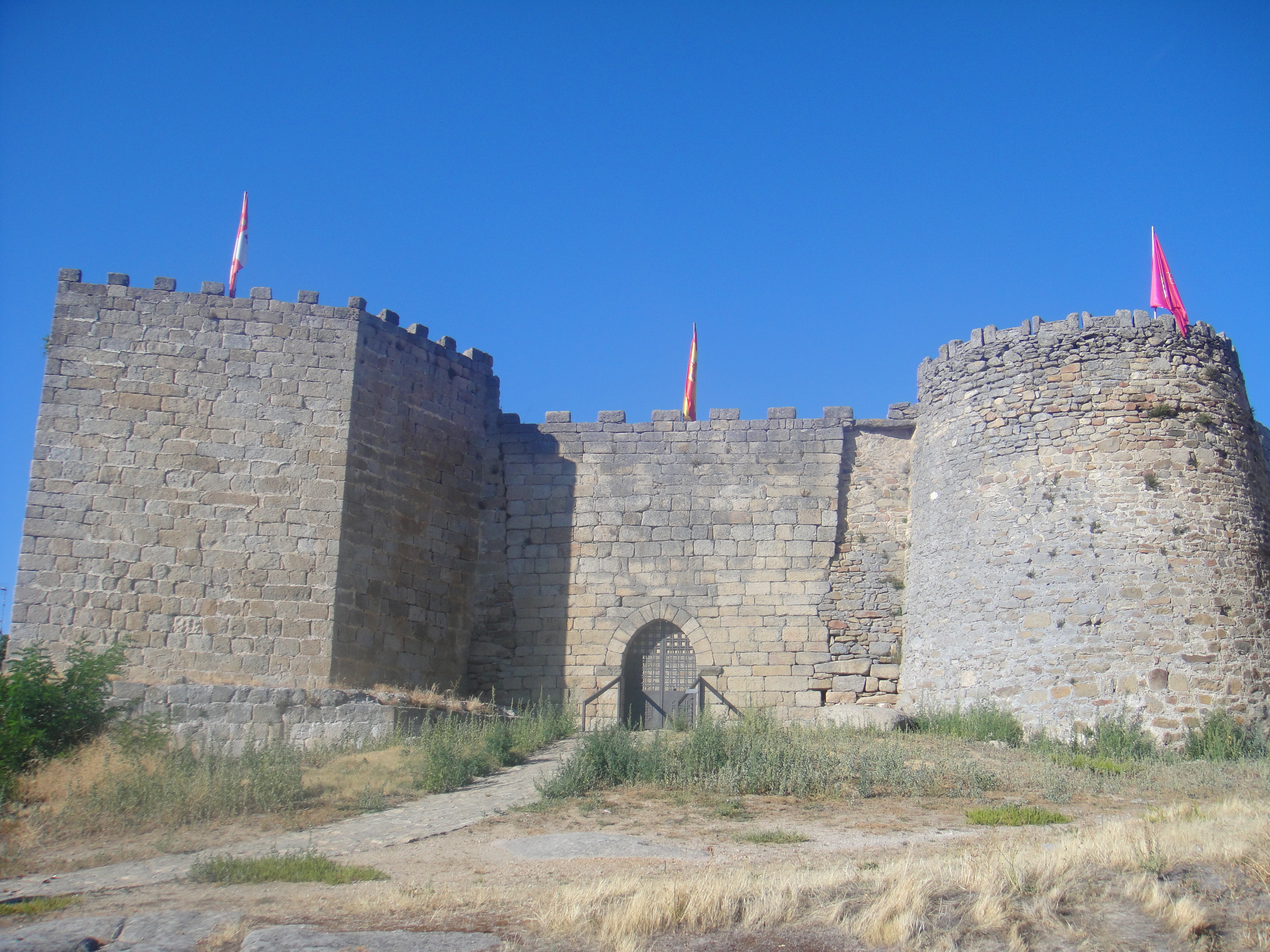
Главные ворота замка Ледесма

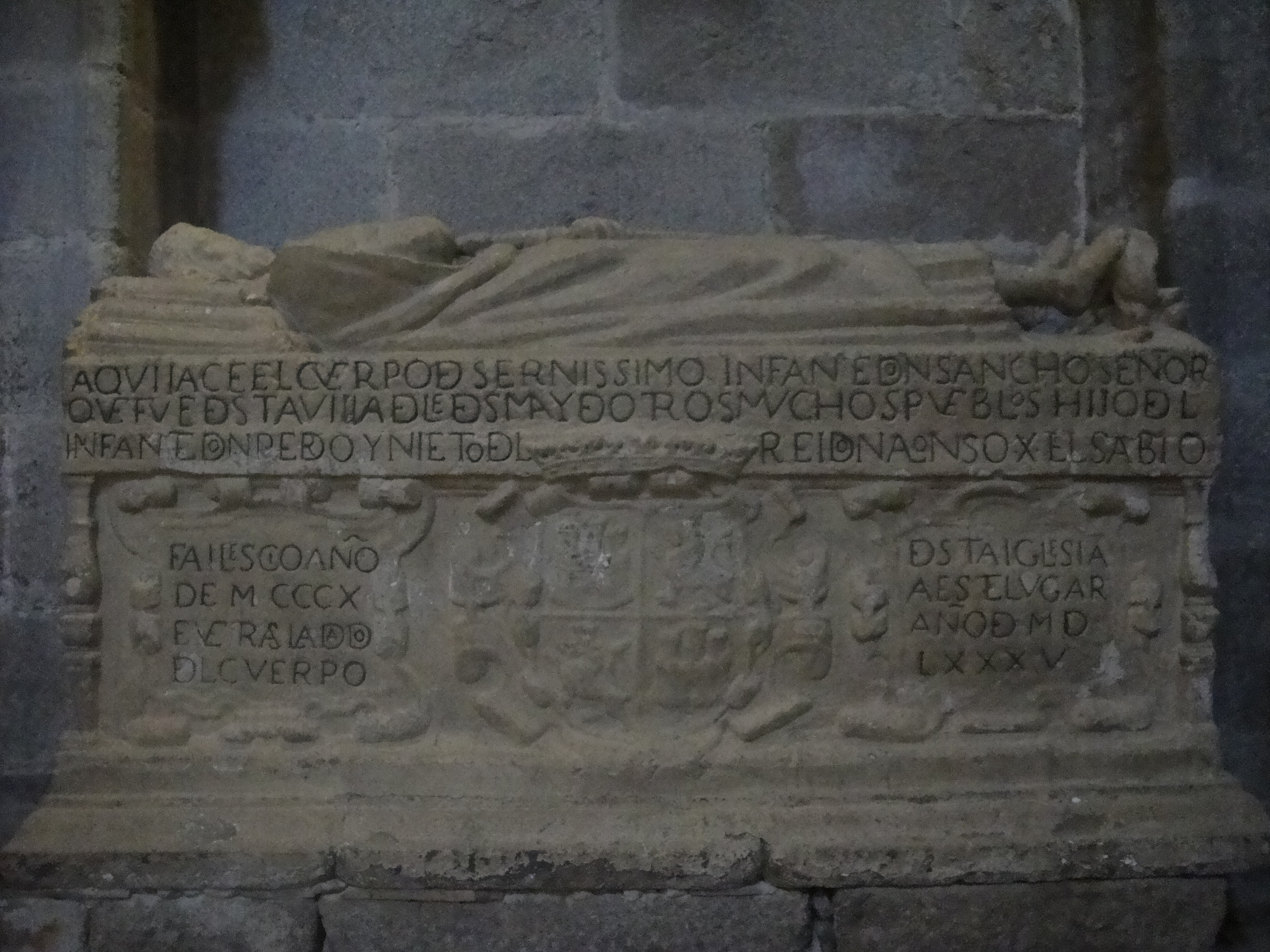
Гробница Санчо Кастильского эль де ла Паса, сеньора де Ледесма (? — 1312)

Герб муниципалитета Ледесма, провинция Саламанка, автономное сообщество Кастилия-Леон.

Сеньория де Ледесма — феодальное поместье Ледесма. Она была создана в 1282 году королем Кастилии Альфонсо X для своего четвертого сына, инфанта Педро (1260—1283).
Название титула происходит от названия муниципалитета Ледесма, провинция Саламанка, автономное сообщество Кастилия-Леон.

## История
В 1282 году король Кастилии Альфонсо X пожаловал виллу Ледесма во владение своему сыну, инфанту Педро, который скончался в следующем году. Ему наследовал его единственный законный сын, Санчо де Кастилья (? — 1312). После смерти последнего, не оставившего наследников, сеньория Ледесма вернулась в состав королевского домена.
С 1334 года король Кастилии Альфонсо XI передал сеньорию Ледесма во владение своим четырем внебрачным сыновьям от Леонор де Гусман, Санчо Альфонсо (1334—1338), Фернандо Альфонсо (1338—1344), Хуану Альфонсо (1344—1350) и Санчо Альфонсо (1350—1374).
В 1462 году король Кастилии Энрике IV возвел сеньорию де Ледесма в ранг графства. Первым графом стал его фаворит, Бельтрану де ла Куэва (1435—1492), 1-й герцог де Альбуркерке и магистр Ордена Сантьяго.

## Сеньоры де Ледесма
- Педро де Кастилья (1260/1261 — 1283), 1-й сеньор де Ледесма (1282—1283), инфант Кастилии и Леона, сын короля Кастилии Альфонсо X и Виоланты Арагонской.
- Санчо де Кастилья эль де ла Пас[исп.] (? — 1312), 2-й сеньор де Ледесма (1283—1312), сын предыдущего и Маргариты Нарбонской.
- Санчо Альфонсо де Кастилья[исп.] (1331—1343), 3-й сеньор де Ледесма (1334—1338), незаконнорожденный сын короля Кастилии Альфонсо XI и Леонор де Гусман.
- Фернандо Альфонсо де Кастилья[исп.] (1334—1350), 4-й сеньор де Ледесма (1338—1344), младший брат предыдущего.
- Хуан Альфонсо де Кастилья[исп.] (1340—1359), 5-й сеньор де Ледесма (1344—1350), младший брат предыдущего. В 1359 году был убит по приказу своего сводного брата, короля Кастилии Педро I Жестокого.
- Санчо де Кастилья (1342—1374), 6-й сеньор де Ледесма (1350—1374), младший брат предыдущего.
- Беатрис Португальская (1347—1381), дочь короля Португалии Педру I и Инес де Кастро, супруга Санчо де Кастилья.
- Элеонора Уррака Кастильская (1374—1435), дочь Санчо де Кастилья и Беатрис Португальской, супруга короля Арагона Фердинанда I.
- Инфант Хуан Арагонский (1398—1479), второй сын короля Фердинанда I Арагонского и Леонор Урраки Кастильской, будущий король Арагона под именем Хуана II.
- Инфант Энрике Арагонский (1400—1445), младший брат предыдущего. Будущий герцог де Альбуркерке и магистр Ордена Сантьяго.
- Беатрис Пиментель (1416—1490), дочь Родриго Алонсо Пиментеля (1378—1440), 2-го графа де Бенавенте, и Леонор Энрикес де Мендоса (1380—1437). Супруга Энрике Арагонского, герцога де Вильена.